# Take It Back
"Take It Back" ("Retráctate") es una canción del álbum de 1994 de Pink Floyd, The Division Bell.
La letra trata sobre el daño que los seres humanos ocasionan a la Tierra y la manera en que estos daños afectan también al hombre.

## Composición
La canción empieza con sonidos de sintetizadores en la escala de Sol mayor y después de dos compases se une la guitarra de Gilmour con arpegios de la escala. Luego de varios compases se une la batería y empieza Gilmour a cantar los versos en un ritmo de 4/4. La canción tiene varios interludios cantados e instrumentales y en los estribillos se reduce el ritmo. Termina con los sintetizadores en Sol mayor, que en The Division Bell se conectan con los de la introducción de Coming Back to Life que están en Do mayor (la cuarta de la escala de Sol mayor).
En la primera parte de la gira The Division Bell en Norteamérica, es tocada entre Sorrow y On the Turning Away, a veces empieza antes de Keep Talking. En la segunda parte de la gira, en Europa, la canción es tocada entre On the Turning Away y una canción de The Division Bell, ya sea: Coming Back to Life, A Great Day For Freedom, Poles Apart y Lost For Words. La canción no fue incluida en el álbum en vivo de Pink Floyd, Pulse.

## Personal
- David Gilmour - guitarra (con E-bow), voz líder.
- Richard Wright - teclados.
- Nick Mason - batería y percusión.
- Tim Renwick - guitarra eléctrica adicional.
- Jon Carin - programación
- Guy Pratt - bajo
- Sam Brown, Durga McBroom,  Carol Kenyon, Claudia Fontaine (segundas voces en P•U•L•S•E) - segundas voces.